# Vlag van Huldenberg
De vlag van Huldenberg werd door de gemeenteraad op 23 juni 1988 officieel vastgesteld als de gemeentelijke vlag van de Vlaams-Brabantse gemeente Huldenberg. Op 9 mei 1989 werd hij door het Bestuur van Vlaanderen bevestigd en uiteindelijk gepubliceerd op 8 november 1989 in het officiële Belgisch Staatsblad.
Officieel wordt de vlag beschreven als:
Vijf even hoge banen van groen, van wit, van rood, van wit en van blauw.
De vijf banen vertegenwoordigen de vijf onderdelen van de gemeente, maar de kleuren hebben geen specifieke betekenis.

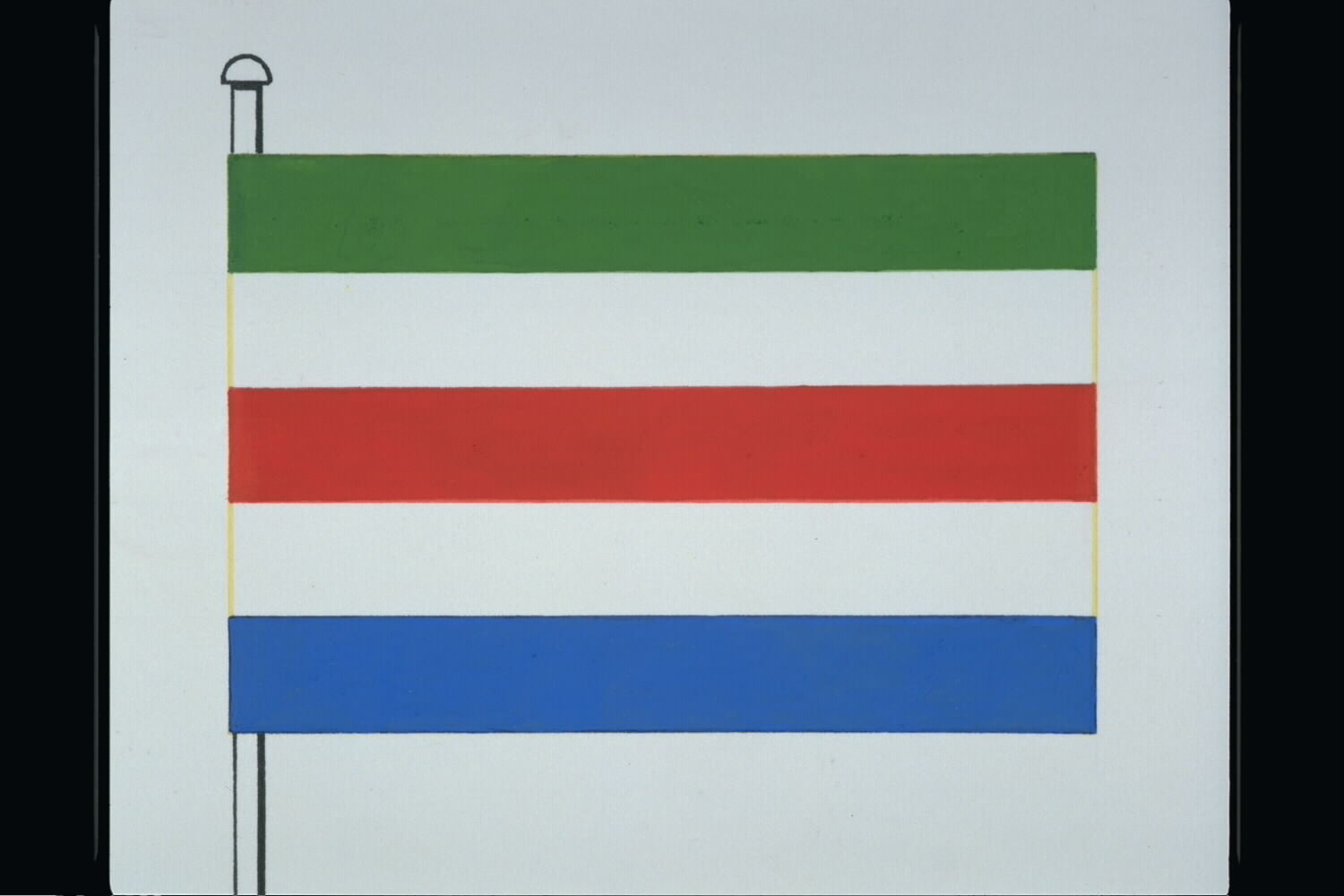
Officiële tekening van de vlag